# Tabanus anomalus
Tabanus anomalus är en tvåvingeart som beskrevs av Philip 1959. Tabanus anomalus ingår i släktet Tabanus och familjen bromsar.
Artens utbredningsområde är Filippinerna. Inga underarter finns listade i Catalogue of Life.